# Viação Santa Brígida
A Viação Santa Brígida Ltda. é uma empresa de transporte público da cidade de São Paulo. Atua apenas na Área 1 dos subsistemas estrutural (lote E1) e local de articulação regional (lote AR1) de linhas de ônibus municipais da cidade de São Paulo. Seus ônibus são caracterizados pela cor verde. Pertence ao grupo NSO — "Nossa Senhora do Ó".

## História
A empresa foi fundada em 1960 e é administrada pelo grupo NSO desde 1980. Fazem parte desse grupo as empresas Auto Viação Urubupungá, Viação Cidade de Caieiras e Urubupungá Transportes e Turismo. Desde que foi encampada pelo grupo NSO, a frota da empresa cresceu de meros 98 veículos para cerca de 800 ônibus no período atual. O mesmo slogan é compartilhado pelas quatro empresas do grupo: gente transportando gente.
Em 9 de agosto de 2017, um dos fundadores do grupo NSO — do qual a Santa Brígida faz parte — e empresário pioneiro do setor de transportes, Belchior Saraiva, faleceu aos noventa e quatro anos. Nascido em Portugal, começou sua trajetória como empresário em uma panificadora e, em 1973, passa ao setor de transporte e, mesmo sendo novo no setor, consegue fazer com que seu grupo de empresas execute os testes oficiais do ônibus movido a etanol, em 1979, apenas seis anos após migrar de área de atuação.

### Atuação no Consórcio 'Bandeirante Área 1'
A Viação Santa Brígida faz parte do Consórcio Bandeirante desde 2002. O Consórcio Bandeirante venceu a licitação e tornou-se responsável por gerenciar a operação na região Noroeste da cidade de São Paulo, correspondente a Área 1, onde atuam a Viação Santa Brígida e a Viação Gato Preto.

### Garagens
A empresa possui duas garagens na capital paulista:
- Garagem Jaguara (sede):  localizada na Avenida Domingos de Souza Marques, 450, Vila Jaguara, São Paulo, SP;
- Garagem Mangalot: localizada na Rua Joaquim Oliveira Freitas, 1.122, Vila Mangalot, São Paulo, SP[5]